# Hôpital Grand Paris Nord
 (juin 2022).
Le projet d'hôpital Grand Paris Nord est un projet de l'Assistance publique - Hôpitaux de Paris (AP-HP) et de l'université Paris-Cité visant à réunir à Saint-Ouen-sur-Seine (Seine-Saint-Denis) à l'horizon 2028 l'Hôpital Beaujon et l'Hôpital Bichat.

## Histoire
Annoncé par le président de la République François Hollande dès 2013, le protocole d’accord du projet de construction nouvel hôpital universitaire Grand Paris Nord, qui doit regrouper sur terrain de 5,5 hectares dans le quartier des Docks de Saint-Ouen, l'Hôpital Beaujon (Clichy) et l'Hôpital Bichat-Claude-Bernard (18e arrondissement de Paris), est signé le 19 décembre 2016 par l’État, l’AP-HP et la commune de Saint-Ouen. Après un débat public du 27 janvier au 17 mars, deux concours d'architectes pour un maximum de six niveaux seront lancés dès l'été 2017, une mise à disposition du terrain au plus tard en 2019, pour une mise en service affichée pour 2025. En avril 2018, il est envisagé qu'il soit construit dans un autre quartier de Saint-Ouen, sur l'emprise de l'usine PSA de Saint-Ouen.
Le projet représente un investissement de 900 millions d’euros, dont 650 pour l'hôpital (financé par l'AP-HP dont 30 % environ par l'État), 65 pour les équipements (par l'AP-HP) et 175 de l'État pour la partie universitaire. L'ensemble doit employer 5 500 personnes et verra passer 9 000 étudiants par jour. Comprenant 816 lits d'hospitalisation et de 173 places, la réduction de 30 % du nombre de lits est compensée par un doublement des capacités de soins ambulatoires.
La partie universitaire doit regrouper les activités d’enseignement de Bichat et de l'hôpital Villemin (10e arrondissement), le site universitaire d’odontologie de Garancière (6e arrondissement) et les activités de recherche d'excellence des unités mixtes portées par l’université Paris-Cité et l’INSERM dans le domaine de la santé.
La directeur de l'AP-HP Martin Hirsch revendique le choix de Saint-Ouen comme correspondant à la volonté de l'État de rééquilibrer les offres de soin en faveur du nord parisien: « On a privilégié ces vingt dernières années la rive gauche et le sud de Paris. Aujourd'hui, avec Lariboisière, Avicenne à Bobigny et l'hôpital Nord, notre volonté est de rééquilibrer les choses ». Si le site de Beaujon devrait être cédé, l'AP-HP conservera 400 lits à Bichat.
Le futur établissement doit assurer une activité clinique et chirurgicale polyvalente, tournée vers l'ambulatoire sur les spécialités suivantes : le digestif, le thorax (cœur, poumon), les maladies de système et infectieuses. Il disposera d'un Trauma Center, susceptible de prendre en charge des patients polytraumatisés au sein du plus grand service d'urgence d'Île-de-France avec une capacité annuelle de 110 000 passages, d'un institut pluridisciplinaire de transplantation d'organes, et d'une maternité pour 3 000 accouchements.
Le foncier de l'usine PSA de Saint-Ouen est vendu par Stellantis à l'AP-HP en novembre 2021, pour un montant non communiqué,. Conçu par les agences d’architecture RPBW (Renzo Piano) et Brunet Saunier & Associés, les travaux de ce complexe devaient commencer en 2023 pour la partie université, qui accueillera à terme 12 000 étudiants de l'université Paris-Diderot – aujourd'hui l'université Paris-Cité à la suite de sa fusion avec l'Université Descartes), et en 2024 pour la partie hôpital. Mais, comme le relèvent plusieurs articles de presse, le 10 juillet 2023, le projet marque un coup d'arrêt après son annulation en première instance par un jugement du Tribunal administratif de Montreuil pour "défaut d'utilité publique" à raison de l'insuffisance de l'offre de soins,.

## Implantation initiale
L'écoquartier des Docks de Saint-Ouen situé en bordure de Seine est initialement choisi pour accueillir le projet.
Cet emplacement tire notamment parti des nouvelles infrastructures de transport prévues dans le cadre du Grand Paris Express.
Le maillage des transports en commun doit considérablement se densifier avec en particulier, à proximité du site, deux nouvelles stations où se rejoindront les lignes 13 et 14 et la ligne C du RER
Les premières études disponibles permettent de s’assurer qu’il n’existe aucune incompatibilité avec l’installation du Campus. Plusieurs évolutions notables sont prévues, dont la dépollution des sols, des travaux de voirie pour placer le campus au-dessus du niveau des plus hautes eaux connu, un important chantier de modification du traitement des fumées de l'agence métropolitaine des déchets ménagers, la CPCU (chauffage urbain) procède elle aussi à des aménagements réguliers de son site.
Le projet de campus est dévoilé le 26 avril 2017 par le directeur général de l’Assistance Publique-Hôpitaux de Paris, AP-HP, Martin Hirsch, la présidente de l’université Paris-Diderot Christine Clerici; Le maire de la ville de Saint-Ouen William Delannoy et le président de la République François Hollande qui croit pouvoir déclarer : « A travers l’acte que nous posons », ce projet est « devenu irréversible ».

## Projet de nouvelle implantation
La position initiale, la morphologie générale et la disposition géographique du lieu d’implantation  sont le résultat d’un long travail et d’une étroite coordination entre l’Assistance publique - Hôpitaux de Paris (AP-HP), la Mairie de Saint-Ouen, l'Plaine Commune et Séquano Aménagement, concessionnaire de la ZAC des Docks.
En 2018, un changement précipité de lieu voit le jour :
- En février 2018, un rapport remis au préfet de région, par son chargé de mission déclare que la solution des Docks reste possible mais comporte des contraintes[12]. L’AP-HP réfléchit à un site alternatif aux Docks pour son futur grand hôpital.
- Le 6 avril 2018, le préfet de la région Île-de-France invite l’AP-HP et l’Université, invite à ouvrir parallèlement l’instruction technique d’une éventuelle autre implantation, toujours à Saint Ouen, autour d’une hypothèse qui n’existait pas il y a deux ans : l'usine PSA de Saint-Ouen[13].
- À la suite de ce courrier, l’AP-HP établit un premier contact avec la direction de l’usine. Un processus que confirme François Crémieux, directeur du groupe hospitalier Paris Nord interrogé par le Parisien : « Les études techniques menées sur PSA montrent qu’aucune contrainte majeure n’est apparue ». L’AP-HP vise également la parcelle voisine où se trouve actuellement Conforama[12].
- Le 28 juin 2018, lors du conseil de surveillance de l’AP-HP Martin Hirsch annonce qu'une concertation publique sera organisée sur la nouvelle implantation du campus hospitalo-universitaire du Grand Paris-Nord sur le site PSA [14]
- Le 18 juillet 2018, Commission nationale du débat public donne son avis sur le nouveau projet d'implantation du campus hospitalier universitaire du Grand Paris Nord sur la commune de Saint-Ouen[15]. Elle considère que :

1. Le projet a fortement évolué par rapport à celui déjà soumis à la concertation ;
2. Le montant des investissements relatif au pôle universitaire dépasse désormais les 300 M€, et qu'une nouvelle saisine de la CNDP s'impose ;
3. Ce projet présente de forts enjeux sociaux et urbains[15] ;
4. La commission indique qu'il n'y a pas lieu d'organiser un débat public.

Par arrêté n° 2022-0606 en date du 14 mars 2022, le préfet de la Seine-Saint-Denis déclare d’utilité publique le projet de réalisation du campus hospitalo-universitaire du Grand Paris Nord (CHUGPN), emportant mise en compatibilité du plan local d’urbanisme intercommunal de l’établissement public territorial Plaine Commune.

## Choix du site PSA
Alors qu’il avait applaudi l’option des Docks, le maire (UDI) de Saint-Ouen-sur-Seine reste sceptique sur ce « plan B ». En novembre 2018, la direction du site informe de la fermeture de l'usine PSA de Saint-Ouen au plus tard à la mi-2021, qui ne compte plus alors que 324 salariés (contre 630 en 2013), l'AP-HP ayant informé la direction de PSA que le site de l'usine était maintenant le seul exploré pour la construction du nouvel hôpital. Le pôle universitaire pourrait s’implanter sur la parcelle voisine, où se trouve un magasin Conforama.
Des groupes de l'opposition municipale, dont le député Éric Coquerel et l'ancienne maire Jacqueline Rouillon s'opposent à la construction du nouvel hôpital et demandent :
- L’étude de nouvelles implantations du projet d’Hôpital Grand Paris Nord au regard du territoire de santé et des besoins des patients ;
- L’organisation d’un véritable débat local avec les citoyens et les professionnels de santé ;
- Le développement et la modernisation de l’offre de santé par rapport à ce qu’elle est actuellement à Beaujon et Bichat[17].

## Contestation juridique
Le 13 mai 2022, le syndicat Sud Santé Solidaires des personnels de l’Assistance Publique-Hôpitaux de Paris, l’association Collectif Inter-Hôpitaux, l’association Collectif Inter-Urgences ainsi que plusieurs personnes physiques, représentés par Me Benech, demandent au Tribunal administratif de Montreuil l'annulation de l’arrêté n° 2022-0606 du 14 mars 2022 déclarant le projet d’utilité publique. Ils font notamment valoir que cet arrêté est entaché d'un vice de procédure tenant à l'absence de contre-expertise socio-économique, de plusieurs erreurs de fait et d’appréciation ainsi que d'une insuffisante utilité publique liées à la minoration du nombre de lits existants dans les hôpitaux Bichat et Beaujon, à la majoration des lits proposés dans le CHUGPN, à la sous-estimation des hypothèses démographiques ainsi que des besoins futurs et à la non-adéquation entre les besoins futurs et le projet.
Après un an d'instruction, une audience publique d'instruction tenue le 16 mai 2023 et une audience de plaidoirie le 22 juin 2023, le tribunal administratif de Montreuil annule, comme le proposait son rapporteur public, la déclaration d’utilité publique du projet délivrée le 14 mars 2022 pour deux motifs. Premièrement, il retient  "qu’aucune évaluation socio-économique n’a été jointe au dossier d’enquête publique et que, concernant le volet hospitalier, ce dossier ne comportait ni le rapport de contre-expertise sur cette évaluation, réalisé le 21 novembre 2016, ni l’avis rendu le même jour par le commissaire général pour l’investissement" (point n° 5 du jugement). Deuxièmement, le tribunal retient une  « atteinte au droit fondamental à la protection de la santé » au regard notamment de la baisse du nombre de lits d’hospitalisation de 1 131 à 941, le nombre de places en ambulatoire de 207 à 173 et le nombre de naissances pouvant être accueillies de 3 238 à 2 000, écartant les arguments de l'AP-HP sur la hausse du nombre de places d’hospitalisation de jour,.
L'AP-HP et l'Etat ont interjeté appel de ce jugement. Dans un communiqué de presse du 10 juillet 2023, les requérants ont déclaré : "Nous prenons acte de ce jugement avec satisfaction et gravité tant il peut être regretté que l’administration n’ait pas pris la mesure plus tôt des alertes qui lui étaient transmises".
Par un premier arrêt avant dire droit rendu le 24 octobre 2023, la Cour administrative d'appel de Paris s'est séparée du Tribunal administratif de Montreuil sur la question de l'utilité publique (qui conduit à comparer l’intérêt d’un projet avec les inconvénients de toutes sortes qu’il présente). La Cour a reconnu l'utilité publique du projet tout en relevant que "s’il s’avérait nécessaire de compléter les capacités hospitalières ainsi offertes, au regard de l’évolution des besoins de la population, l’intérêt du projet en serait certes diminué, mais pas au point de lui faire perdre son caractère d’utilité publique". La Cour a cependant confirmé le vice de procédure relatif à l'absence de contre-expertise du volet hospitalier. En conséquence, par ce premier arrêt, elle a invité l'AP-HP à régulariser la procédure par l'organisation d'une nouvelle enquête publique dans un délai de 6 mois. Pour les requérants, "la reprise de la procédure d’enquête publique donne l’occasion à l’AP-HP de revoir et de clarifier les capacités de son projet qui continuent de soulever des difficultés" (communiqué de presse daté du 24 octobre 2023),.